# Gobierno Stauning III
El tercer gobierno de Stauning fue el gobierno de Dinamarca del 4 de noviembre de 1935 al 15 de septiembre de 1939. Reemplazó al segundo gobierno de Stauning y fue reemplazado por el cuarto gobierno de Stauning.

## Lista de ministros
El gabinete estuvo formado por estos ministros, y algunos continuaron en el cuarto gobierno de Stauning:
| Ministerio                                   | Ministro               | Partido | Partido          | Inicio                 | Término                  |
| -------------------------------------------- | ---------------------- | ------- | ---------------- | ---------------------- | ------------------------ |
| Primer ministro                              | Thorvald Stauning      |         | Socialdemócratas | 4 de noviembre de 1935 | 15 de septiembre de 1939 |
| Ministro de Relaciones Exteriores            | Peter Rochegune Munch  |         | Social Liberal   | 4 de noviembre de 1935 | 15 de septiembre de 1939 |
| Ministro de Hacienda                         | Hans Peter Hansen      |         | Socialdemócratas | 4 de noviembre de 1935 | 20 de julio de 1937      |
| Ministro de Hacienda                         | Vilhelm Buhl           |         | Socialdemócratas | 20 de julio de 1937    | 15 de septiembre de 1939 |
| Ministro de Defensa                          | Alsing Andersen        |         | Socialdemócratas | 4 de noviembre de 1935 | 15 de septiembre de 1939 |
| Ministro de Asuntos Religiosos               | Johannes Hansen        |         | Socialdemócratas | 4 de noviembre de 1935 | 15 de septiembre de 1939 |
| Ministro de Educación                        | Jørgen Jørgensen       |         | Social Liberal   | 4 de noviembre de 1935 | 15 de septiembre de 1939 |
| Ministro de Justicia                         | Karl Kristian Steincke |         | Socialdemócratas | 4 de noviembre de 1935 | 15 de septiembre de 1939 |
| Ministro del Interior                        | Bertel Dahlgaard       |         | Social Liberal   | 4 de noviembre de 1935 | 15 de septiembre de 1939 |
| Ministro de Obras Públicas                   | Niels Peter Fisker     |         | Socialdemócratas | 4 de noviembre de 1935 | 15 de septiembre de 1939 |
| Ministro de Agricultura y Pesca              | Kristen Bording        |         | Socialdemócratas | 4 de noviembre de 1935 | 15 de septiembre de 1939 |
| Ministro de Industria, Comercio y Navegación | Johannes Kjærbøl       |         | Socialdemócratas | 4 de noviembre de 1935 | 15 de septiembre de 1939 |
| Ministro de Asuntos Sociales                 | Ludvig Christensen     |         | Socialdemócratas | 4 de noviembre de 1935 | 15 de septiembre de 1939 |